# Кувајт на Светском првенству у атлетици на отвореном 2013.
Кувајт је учествовао на 14. Светском првенству у атлетици на отвореном 2013. одржаном у Москви од 10. до 18. августа. Репрезентација Кувајта је пријавила једног такмичара у бацању кладива а који се није појавио на такмичењу.,.

## Учесници
Мушкарци :
- Али Мухамед Ал-Зинкави — Бацање кладива

## Резултати

### Мушкарци
| Атлетичар              | Дисциплина     | Лични рекорд | Квалификације  | Квалификације  | Финале         | Финале         | Детаљи |
| Атлетичар              | Дисциплина     | Лични рекорд | Резултат       | Место          | Резултат       | Место          | Детаљи |
| ---------------------- | -------------- | ------------ | -------------- | -------------- | -------------- | -------------- | ------ |
| Али Мухамед Ал-Зинкави | Бацање кладива | 79,74        | Није стартовао | Није стартовао | Није стартовао | Није стартовао |        |